# Emma Villacieros Machimbarrena
Emma Villacieros Machimbarrena, conocida como Emma Villacieros (San Sebastián, 1 de enero de 1932 - Madrid 9 de mayo de 2018) fue una golfista española ganadora de numerosas competiciones y una gran impulsora de este deporte en España desde su cargo de presidenta de la Real Federación Española de Golf, puesto que ejerció durante 20 años, de 1988 a 2008. Posteriormente, fue nombrada presidenta de honor hasta su fallecimiento. Entre sus muchos logros deportivos se encuentran haber ganado el Campeonato de España Amateur Femenino en los años 1957, 58, 65, 69 y 71 y el Campeonato Internacional de Italia Amateur Femenino. Como capitana, fue dos veces campeona de Europa Amateur Femenino y Medalla de Oro del Campeonato del Mundo de 1986. Por su contribución al desarrollo del deporte a lo largo de su vida se le concedió el Premio Nacional del Deporte (Francisco Fernández Ochoa) en 2012.

## Biografía
Nació en San Sebastián en 1932. Sus padres fueron Antonio Villacieros Benito, conde de Villacieros, y María del Carmen Machimbarrena Aguirrebengoa.
Emma Villacieros comenzó a jugar al golf por casualidad cuando tenía 18 años. Debido al trabajo de su padre como diplomático, se trasladó con su familia al Ecuador y muy cerca de la casa donde vivía había un campo de golf. En su nueva ubicación no conocía a mucha gente y la falta de amigas hizo que este deporte llegase a ser una salida a su soledad y una pasión que mantendría lo largo de su vida. Jugaba mucho y en un año alcanzó el handicap 10. Prefería el juego corto, dando más importancia a la inteligencia que a la fuerza de la pegada.  
A su llegada a España, se hizo socia del Real Club de Golf de Lasarte, que fue su primer club. Jugando sola conoció a quien más tarde se convertiría en su marido, Antonio García Ogara Wright, con quien en 1958 se casó en la Iglesia de Santa María, en San Sebastián. El trabajo de su esposo la llevó a Madrid donde siguió jugando y obteniendo sus éxitos deportivos junto a golfistas femeninas de la talla de Merche Etchart y Cristina Marsans.   
A lo largo de su trayectoria deportiva obtuvo numerosos trofeos. Fue campeona de España Amateur Femenino en cinco ocasiones, en los años 1957, 58, 65, 69 y 71, dos veces subcampeona de Europa Amateur Femenino, ganadora del Campeonato Internacional de Italia Amateur Femenino, una treintena de veces internacional con el equipo español y  campeona de Europa Seniors por Equipos en 1996. También como capitana obtuvo importantes resultados: dos veces campeona de Europa Amateur Femenino y Medalla de Oro del Campeonato del Mundo de 1986.   

## Presidencia de la Real Federación Española de Golf
En 1965 pasó a formar parte de la Real Federación Española de Golf (RFEG) como responsable del Comité Técnico Femenino. Eran tiempos en que el golf era un deporte muy minoritario y en el que apenas había unas 40 golfistas femeninas. En 1988 fue nombrada presidenta de Real Federación Española de Golf , convirtiéndose en una de las primeras mujeres en alcanzar un puesto de dirección en la administración deportiva.Desempeñó este cargo durante 20 años,hasta 2008, pasando entonces a ocupar la presidencia de honor hasta su fallecimiento.  

### Popularizar el golf

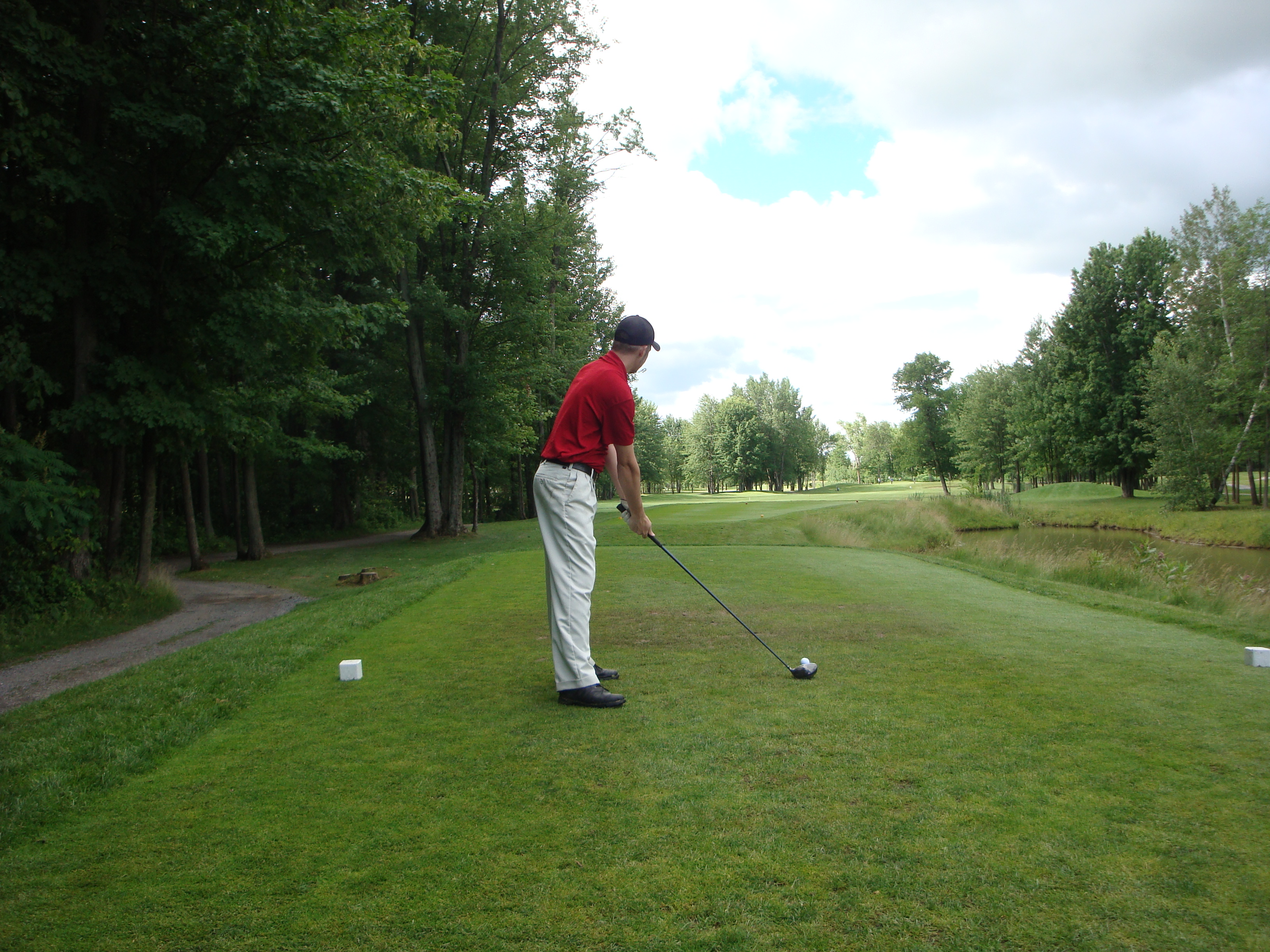
La popularización del golf fue uno de los objetivos de Emma Villacieros

Desde la Federación de propuso popularizar el golf en España y que este dejara de ser minoritario. Para ello impulsó medidas como la construcción de campos públicos por todo el país y la creación de una Escuela Nacional de Golf con la que cimentar las bases del deporte, situada en Madrid. Otro de sus objetivos fue la creación del Centro Nacional de Golf en Madrid, campo público y sede de la RFEG que lleva su nombre. A su llegada a la presidencia, el número de federados ascendía a 45.000 federados, alcanzado los 330.000 al finalizar su mandato. Asimismo, el número de campos de golf pasó de 91 a más de 300.
Entre sus logros se encuentran la celebración en España de la Ryder Cup, torneo que hasta entonces se hacía entre Reino Unido, Irlanda y Estados Unidos. En 1997, la competición salió por primera vez de las islas británicas y tuvo lugar en el Club de Golf de Valderrama, situado en Sotogrande (Cádiz).
Pero Emma Villacieros se sentía especialmente orgullosa de su contribución, como mujer y deportista,a que el golf estuviera en las modernas Olimpiadas, para lo que tuvo que convencer a no pocos miembros de federaciones de otros países poco acostumbrados a negociar con una mujer. Gracias a su especial empeño, vio como el golf, que ya había sido disciplina olímpica en 1900 y en 1904, volvió a competir en las Olimpiadas de Río de Janeiro en 2016.
Deportista muy activa a lo largo de su vida, siempre quiso fomentar  la afición de las mujeres por la práctica del golf y lograr una buena cantera de buenas golfistas que sumaran éxitos para el deporte femenino español. Desde 2006 a 2012 fue Presidenta de la Federación Internacional de Golf Femenino.
Además de los trofeos en la práctica del golf, su contribución al deporte le reportó a lo largo de su vida numerosos premios y condecoraciones, entre ellos la Real Orden de Isabel La Católica en 1998 y Premio Nacional del Deporte en 2012.

## Palmarés deportivo[12]
- Campeona de España Amateur Femenino (1957, 58, 65, 69 y 71).
- Una vez ganadora del Campeonato Internacional de Italia Amateur Femenino.
- Segunda clasificada en el Campeonato de Europa Amateur Femenino. (en dos ocasiones)
- Campeona en dos ocasiones de Europa Amateur Femenino (como capitana).
- Medalla de Oro del Campeonato del Mundo de 1986 (como capitana).
- Más de 30 veces internacional con el equipo de España.
- Integrante del equipo español en los Campeonatos del Mundo de 1964, 1966,1970, 1972, 1974 y 1976.
- Campeona de Europa Seniors por Equipos en 1996.

## Cargos profesionales[12]
- Presidenta del Comité Técnico Amateur Femenino de la RFEG (1966-1988).
- Miembro de la Junta Directiva de la Asociación Europea de Golf.
- Secretaría General de la Organización de la Copa del Mundo de Golf en 1965 y 1972.
- Vocal de la Comisión Directiva del Consejo Superior de Deportes (1997-2000)
- Presidenta del Real Club de Golf Sotogrande (1979-1988).
- Presidenta de la Real Federación Española de Golf (1988-2008).
- Presidenta del Comité Nacional para la preparación de la Ryder Cup' 97.
- Presidenta de la Federación Internacional de Golf Femenino (2006-2012)
- Presidenta de Honor de la Real Federación Española de Golf (2008-2018)
- Miembro del Jurado de los Premios Príncipe de Asturias del Deporte 2000, 2001, 2002, 2003, 2004, 2005, 2006, 2007, 2008 y 2009.
- Vicepresidenta de Honor del European Tour (2009).

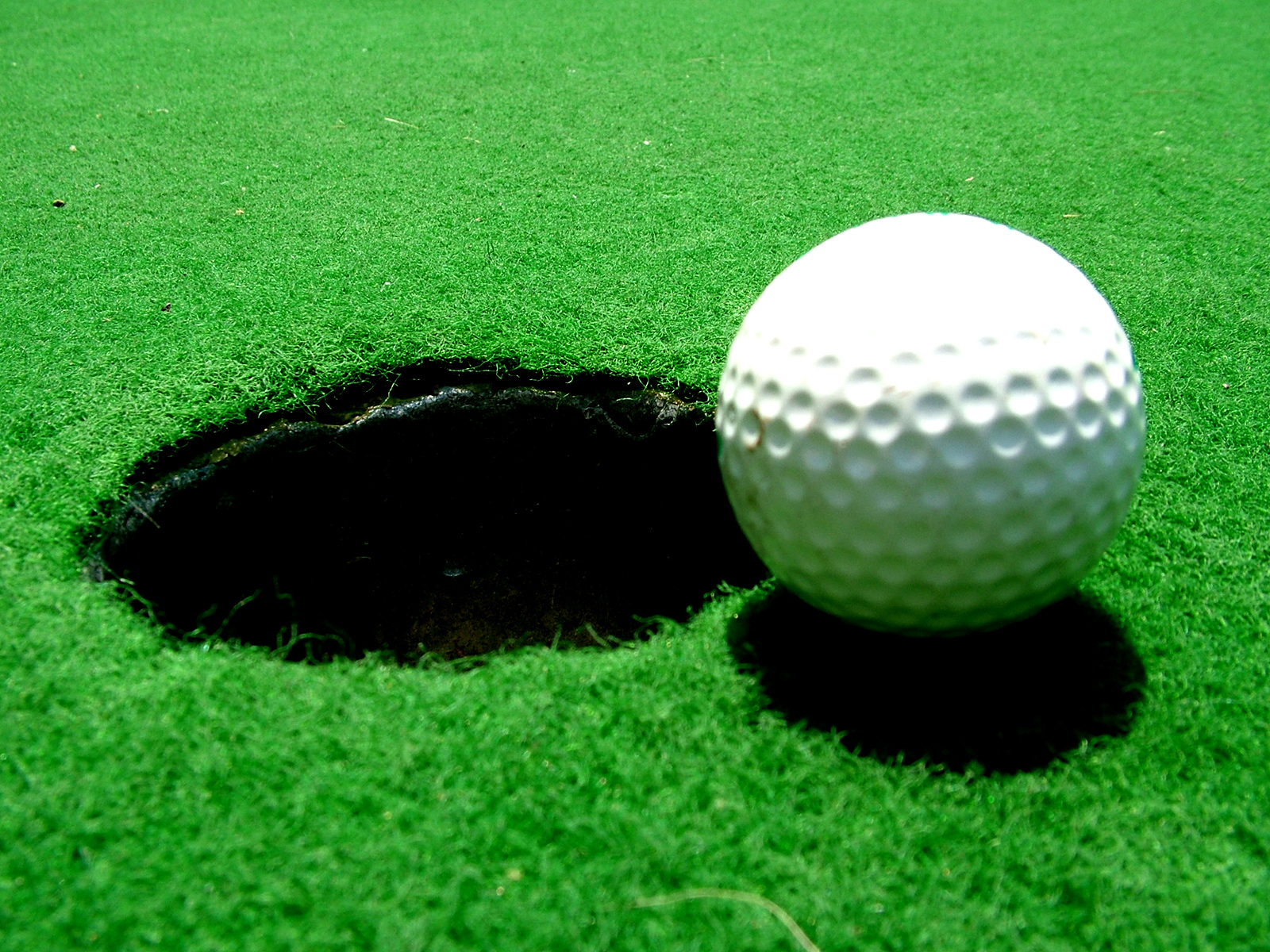
Emma Villacieros recibió el Premio Nacional del Deporte en 2012

## Premios, reconocimientos y distinciones[12]
- Premio Nacional del Deporte Francisco Fernández Ochoa en 2012[4]
- Medalla de Oro al Mérito Deportivo (1998).
- Real Orden de Isabel La Católica (1998)
- Premio Christer Lindberg Bowl (2001)
- Medalla al Mérito en Golf de la RFEG en 1968
- Medalla de Oro de la Federación Asturiana de Golf
- Medalla de Oro de la Federación Navarra de Golf
- Medalla de Oro de la Federación Andaluza de Golf
- Medalla de Oro de la Federación Murciana de Golf
- Medalla de Oro de la Federación Madrileña de Golf
- Medalla de Oro de la Federación Cántabra de Golf
- Medalla de Oro de la Federación Gallega de Golf
- Medalla de Oro del Real Aero Club de Santiago
- Medalla de Oro del Club de Golf de Manises
- Escalera del Éxito por el Club de Golf Tomelloso